# Constantin Stanislavski
Constantin Sergueïevitch Stanislavski (en russe : Константин Сергеевич Станиславский), nom de scène de Constantin Sergueïevitch Alexeïev, né le 5 janvier 1863 à Moscou et mort dans la même ville le 7 août 1938, est un comédien, metteur en scène et professeur d'art dramatique russe puis soviétique.
Il est créateur, avec Vladimir Nemirovitch-Dantchenko, du Théâtre d'art de Moscou et il est l'auteur de Ma vie dans l'art, de La Formation de l'acteur et de La Construction du personnage. Son enseignement fondé sur la mémoire affective et le vécu propre des acteurs a notamment influencé le célèbre cours new-yorkais de théâtre Actors Studio de Lee Strasberg et Elia Kazan.
Stanislavski sera parmi les treize premières personnes du domaine de la culture à recevoir le titre d'Artiste du peuple de l'URSS en 1936.

## Biographie

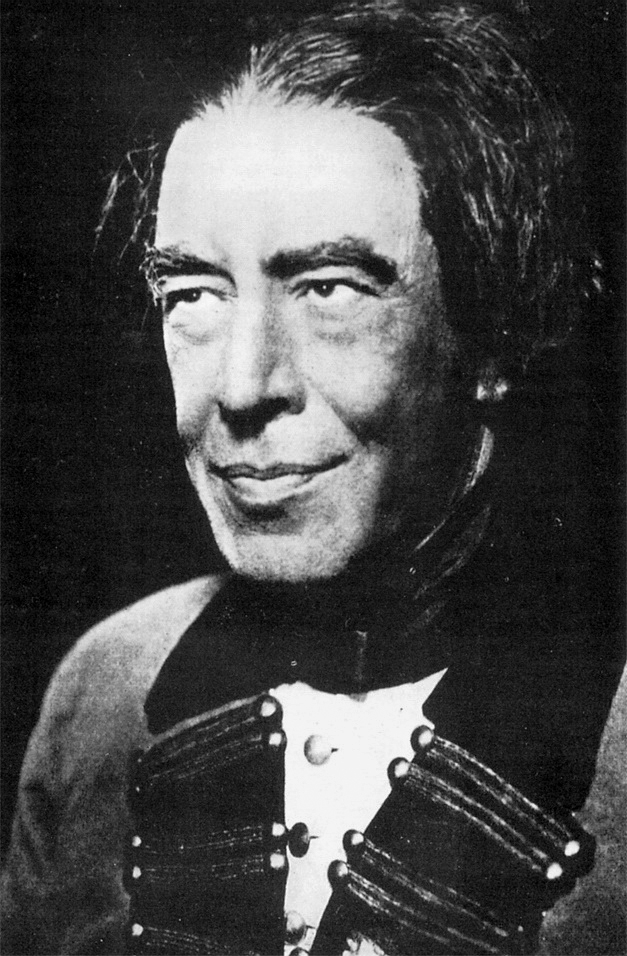
Constantin Stanislavski dans La Locandiera de Goldoni en 1898.

Constantin Stanislavski est issu d'une famille riche de la bourgeoisie moscovite, les Alexeïev, qui possèdent le domaine de Lioubimovka, où il passe des vacances de jeunesse heureuse, et se marie en 1899 avec Marie Liline.
Constantin Stanislavski était un homme éminemment engagé dans son art. Jouer juste, jouer vrai était son obsession. Profitant de l'aide de généreux mécènes, il put développer son art pendant des décennies.
Stanislavski a mis au point son système de jeu afin de répondre aux exigences naturalistes d'auteurs tels qu'Anton Tchekhov et Maxime Gorki. Stanislavski a sans doute aussi été inspiré par des acteurs au jeu très classique. Stella Adler, professeure d'art dramatique américaine qui a travaillé avec Stanislavski, le considérait comme un homme de tradition inspiré notamment par la commedia dell'arte.
Stanislavski a d'abord élaboré une théorie de l'art d'acteur fondée sur le sous-conscient, puis a cherché comment atteindre la vérité du jeu en partant des comportements physiques minutieusement justes. Il aurait voulu trouver une synthèse de ces deux approches mais est décédé avant d'y parvenir.

## Postérité
Stanislavski propose un jeu fin, léger, sensible, humain. Novateur par rapport au XIXe siècle Stanislavski est toujours d'actualité. Plusieurs de ses élèves ont contribué à la naissance de l'avant-garde théâtrale russe des années 1905 - 1939, le plus connu étant Vsevolod Meyerhold.
Dans les années 1930 - 1950, la propagande stalinienne a utilisé l'héritage de Stanislavski et, surtout, sa renommée à des fins qui n'avaient rien à voir avec ses convictions artistiques ou politiques. Ses théories ont été déformées et la jeune génération d'hommes de théâtre de l'URSS et de l'Europe centrale s'en est détournée. Un colloque organisé du 2 au 6 novembre 1988  par le CAC de Montreuil à Paris, au Centre Pompidou, en présence d'une grande délégation du Théâtre Stanislavski de Moscou et de nombreuses vedettes américaines de théâtre et de cinéma, a analysé les raisons et les mécanismes de ces abus.
L'intérêt des Américains pour les théories de Stanislavski est vif depuis la tournée de sa compagnie aux États-Unis en 1923/1924. Lee Strasberg et ses héritiers, notamment Elia Kazan, ont appliqué la théorie de Stanislavski de jeu psychologique dans le fameux Actors Studio. Toutefois, il existe des points de désaccord entre les acteurs américains et russes. Ces derniers reprochent souvent aux acteurs américains d'abaisser le personnage à leur niveau, diluant la portée poétique et épique de celui-ci dans la banalité de leur quotidien. L'acteur y serait considéré comme une sorte de machine à la disposition du metteur en scène qui doit pouvoir contrôler son corps de manière mécanique pour obtenir les mouvements et l'attitude prévus par le scénario. Les acteurs héritiers de Stanislavski estiment qu'il est de leur devoir de s'élever au niveau de leurs personnages. L’acteur doit donc se plonger dans sa mémoire affective, s’intérioriser, créer à son personnage un passé puis jouer comme s'il vivait dans son présent.
En Chine, la réalisatrice Sun Weishi  peut propager les idées de Constantin Stanislavski.
Michael Tchekhov (neveu d'Anton Tchekhov), un de ses élèves, retravaillera ses théories de formation de l'acteur et de création du personnage et les modernisera : « Le Système Stanislavski, mis au point par Stanislavski durant toute sa vie dans l’art, reste une référence pour les praticiens de théâtre du monde entier. Pourtant la partie consacrée à l’approche du rôle par les actions physiques, bien connue de Bertolt Brecht ou de Jerzy Grotowski, évoquée par Antoine Vitez dès 1953, est demeurée inaccessible en France, faute de traduction » (extrait de la préface de La ligne des Actions physiques).
« Il n'est pas de comédien authentique qui n'ait, un jour ou l'autre, emprunté sciemment ou non, quelques-uns des sentiers de cette analyse, que Constantin Stanislavski décrit minutieusement dans son livre. »  (Jean Vilar).
« Une vérité artistique est difficile à exprimer, mais elle ne lasse jamais.

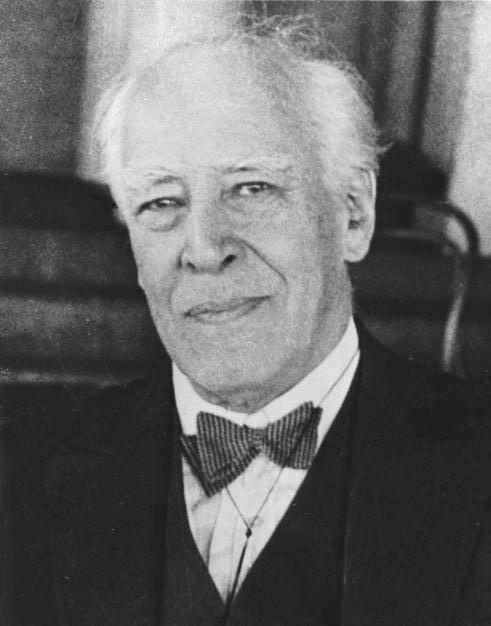
Constantin Stanislavski.

Elle devient plus agréable, pénètre plus profondément de jour en jour jusqu'à ce qu'elle domine
l'être entier de l'artiste et son public. Un rôle qui est construit sur la vérité grandira,
tandis que celui qui repose sur des stéréotypes se desséchera. »
Extrait de l'introduction de La Formation de l'acteur par Jean Vilar :
« Ce livre, ce Grand Livre, est une reconsidération totale de l'acteur. »
« Praticien inquiet, moraliste sévère, Stanislavski dépouille ici, l'une après l'autre, l'interprète de ses vanités. Il le dévêt de ses clinquants. Il analyse sans pitié ses faux prestiges. Il détruit absolument le culot et son cousin, le cabotinage. Ce faisant, il offre au comédien une méthode quotidienne de travail, la seule certainement qui, depuis toujours soit efficace. »

## Adresse
- De 1903 à 1920 : 4/4 rue Karetny Riad à Moscou.

## Distinctions
- Ordre de Lénine
- Ordre du Drapeau rouge du Travail
- Artiste du peuple de l'URSS
- Ordre de l'Aigle rouge

## Publications
- Ma vie dans l'art, 1924
- La Formation de l'acteur, éditions Payot, coll. « Petite Bibliothèque Payot », 1990  (ISBN 2-228-89445-1)
- La Ligne des actions physiques, Les entraînements et les répétitions de Stanislavski', textes réunis par Marie-Christine Autant-Mathieu, éditions L'Entretemps, coll. « Les Voies de l’acteur », 2008  (ISBN 978-2-912877-67-3)  (ISSN 1296-0969), 368 p.
- Cahiers de régie sur la Cerisaie et les Trois Sœurs, préface d’Alain Françon, présentation de Camille Combes-Lafitte, textes de Stanislavski traduits par Jacqueline Razgonnikoff, textes de Tchekhov traduits par André Markowicz et Françoise Morvan, éditions Aux Forges de Vulcain/Sciences, 2011
- La Construction du personnage, éditions Pygmalion, 2021  (ISBN 2-85704-155-1), 544 p.